# 貝盧斯克里克鎮區 (北卡羅萊納州福賽斯縣)
貝盧斯克里克鎮區（英語：Belews Creek Township）是位於美國北卡羅萊納州福賽斯縣的一個鎮區。

## 地方資料
貝盧斯克里克鎮區的面積為81.33平方千米，皆為陸地。根據2020年美國人口普查的數據，當地共有人口7326人，而人口密度為每平方千米90.08人。